# میتسوکو بایشو
میتسوکو بایشو (انگلیسی: Mitsuko Baisho؛ زادهٔ ۲۲ نوامبر ۱۹۴۶) هنرپیشه اهل ژاپن است.